# ICB-Technik
Die ICB-Technik (von englisch ionized cluster beam, ICB, auch ionized cluster beam deposition, ICBD) ist ein ionengestütztes physikalisches Gasphasenabscheidungsverfahren zur Herstellung dünner Schichten (Metalle, Dielektrika und Halbleitern) bei niedrigen Substrattemperaturen.

## Funktionsweise
Bei der ICB-Technik handelt es sich um ein modifiziertes Aufdampfverfahren, bei dem der verwendete Tiegel mit dem (geschmolzenen) Ausgangsmaterial zunächst geschlossen gehalten wird. Durch Verdampfen des Materials und Aufheizen des Materialdampfs entsteht im abgeschlossenen Tiegel ein Überdruck. Beim Erreichen eines prozessspezifischen Drucks wird der Dampf für die Beschichtung durch eine Düse abgelassen. Dabei kommt es zu einer adiabatischen Expansion (Volumenvergrößerung) des Dampfs, das heißt, bei der Expansion findet kein Energieaustausch mit der Umgebung statt und der Dampf kühlt sich durch die verrichtete Volumenarbeit rasch ab. Es kommt zu einer Art Kondensation im Gasraum, bei dem sich elektrisch neutrale Atomhaufen (engl. cluster), bestehend aus ca. 500 bis 2000 Atomen, bilden.
Im Gasraum werden die zunächst noch neutralen Atomhaufen durch Stöße mit einem Elektronenstrahl teilweise ionisiert (5–35 %) und anschließend über ein elektrisches Feld beschleunigt. Beim Auftreffen auf der Substratoberfläche zerfallen diese Atomhaufen teilweise, verteilen sich dabei auf der Oberfläche und bilden eine kondensierte Schicht.
Über die Beschleunigungsspannung ist es möglich die durchschnittliche Energie der Atomhaufen von der rein thermischen Energie auf über 200 eV pro Atom zu variieren. Dies ermöglicht eine kontrollierte Abscheidung von kristallinen Schichten und Epitaxie. Die Beschichtungseigenschaften (Schichtkonformität usw.) des Verfahrens wird hauptsächlich durch die charakteristische Struktur sowie die Wirkung der Ionisierung und Beschleunigung der Atomhaufen beeinflusst. Die Beschleunigungsspannung kann aber auch dazu genutzt werden, die Energie der Cluster so einzustellen, dass man ähnlich dem Sputtern einen Reinigungs- oder gar Zerstäubungseffekt des Substrates erreicht.